# Реймонд Гунемба
Реймонд Гунемба (нар. 4 червня 1986, Лае, провінція Моробе, Папуа Нова Гвінея) — папуаський футболіст, нападник клубу «Лае Сіті Двеллерз» та збірної Папуа Нової Гвінеї. Він зіграв 12 поєдинків у футболці збірної Папуа Нової Гвінеї. Він забив 5 голів на Кубку націй ОФК 2016 та став найкращим бомбардиром турніру.

## Голи за збірну
Матчі зіграні станом на 1 червня 2016 року. Забиті м'ячі, забиті Папуа Новою Гвінеєю, вказані першими, колонка рахунок показує зміну рахунку після кожного голу Гунемби.
| Но. | Дата                 | Стадіон                                               | Кап | Суперник           | Рахунок | Результат | Змагання             |
| --- | -------------------- | ----------------------------------------------------- | --- | ------------------ | ------- | --------- | -------------------- |
| 1   | 6 вересня 2014 року  | «Хоуганг Стедіум», Хоуганг, Сінгапур                  | 4   | Сінгапур           | 1–2     | 1–2       | Товариський          |
| 2   | 27 березня 2016 року | Доусон Тама Стедіум, Хоніара, Соломонові Острови      | 6   | Соломонові Острови | 1–1     | 2–1       | Товариський          |
| 3   | 1 червня 2016 року   | Сер Джон Гайс Стедіум, Порт-Морсбі, Папуа Нова Гвінея | 8   | Таїті              | 1–0     | 2–2       | Кубок націй ОФК 2016 |
| 4   | 1 червня 2016 року   | Сер Джон Гайс Стедіум, Порт-Морсбі, Папуа Нова Гвінея | 8   | Таїті              | 2–0     | 2–2       | Кубок націй ОФК 2016 |
| 5   | 5 червня 2016 року   | Сер Джон Гайс Стедіум, Порт-Морсбі, Папуа Нова Гвінея | 9   | Самоа              | 2–0     | 8–0       | Кубок націй ОФК 2016 |
| 6   | 5 червня 2016 року   | Сер Джон Гайс Стедіум, Порт-Морсбі, Папуа Нова Гвінея | 9   | Самоа              | 5–0     | 8–0       | Кубок націй ОФК 2016 |
| 7   | 5 червня 2016 року   | Сер Джон Гайс Стедіум, Порт-Морсбі, Папуа Нова Гвінея | 9   | Самоа              | 8–0     | 8–0       | Кубок націй ОФК 2016 |

## Досягнення

### Клубні

#### Хекарі Юнайтед
- Національна Соккер Ліга ПНГ:
  -  Чемпіон (3): 2011/12, 2013, 2014

#### Лае Сіті Двеллерз
- Національна Соккер Ліга ПНГ:
  -  Чемпіон (1): 2015

### Збірна

#### Папуа Нова Гвінея
- Кубок націй ОФК
  -  Фіналіст (1): 2016

### Індивідуальні
- Кубок націй ОФК
  - Золота Бутса (1): 2016